# Фролов, Олег Петрович
Олег Петрович Фролов (род. 6 февраля 1962 года) — российский военный учёный, доктор военных наук, профессор, генерал-лейтенант. Начальник Военно-космической академии имени А. Ф. Можайского (2007—2009). Заслуженный военный специалист Российской Федерации (2010).

## Биография
Родился 6 февраля 1962 года в посёлке Петровское, Луганской области.
С 1970 по 1979 год обучался в Киевском Суворовском военном училище. С 1978 по 1983 год обучался в Житомирском высшем ракетном командном Краснознамённом училище ПВО. С 1991 по 1994 году обучался в Военной академии воздушно-космической обороны имени Г. К. Жукова. С 2000 по 2002 год обучался в Военной академии Генерального штаба Вооружённых Сил Российской Федерации.
С 1983 по 2002 год служил в ГУКОС РВСН СССР — Космических войсках Российской Федерации на радиоинженерных и командно-штабных должностях в частях и соединениях Противоракетной обороны и в Центре контроля космического пространства. С 2002 по 2003 год — заместитель начальника штаба Космических войск. С 2003 по 2007 год — командир 45-й дивизии контроля космического пространства. С 2007 по 2009 год — начальник Военно-космической академии имени А. Ф. Можайского. С 2009 по 2010 год — начальник Главного управления вооружения Вооруженных Сил Российской Федерации — заместитель начальника вооружения Вооруженных Сил Российской Федерации. В 2008 году О. П. Фролов защитил диссертацию на соискание учёной степени доктор технических наук, а в 2009 году ему было присвоено учёное звание профессор.
С 2010 по 2012 год — заместитель руководителя Федерального космического агентства по поставкам вооружения, военной, специальной техники и материальных средств. С 2012 по 2013 год — первый заместитель руководителя Федерального космического агентства. С 2015 по 2018 год состоял членом Коллегии Военно-промышленной комиссии Российской Федерации. С 2018 по 2019 год — исполнительный директор по реализации оборонных программ Роскосмоса.

## Награды
- Орден «За военные заслуги» (2005)
- Орден Дружбы (2018)
- Медаль ордена «За заслуги перед Отечеством» II степени (1996)
- Заслуженный военный специалист Российской Федерации (2010)[3]